# 沃兹杀亲案
沃兹杀亲案（英語：Watts family murders）是于2018年8月13日发生在美国科罗拉多州弗雷德里克的一起伦常命案，罪犯克里斯托弗·李·沃兹勒死孕妻珊南·凯瑟琳·沃茨后，用毯子闷死了四岁女儿贝拉和三岁女儿克勒斯蒂。2018年11月6日，法庭裁定沃兹犯多项一级谋杀罪，但考虑到沃兹有认罪，将处罚从死刑改成监禁。沃兹被判五项终身监禁刑期，不得假释，其中三项刑期连续服刑，两项同时服刑。

## 背景
克里斯托弗·李·沃兹（Christopher Lee Watts）和珊南·凯瑟琳·沃茨（Shan'ann Cathryn Watts）分别是北卡罗来纳州春湖和阿伯丁生人。根据网络记录，两人于2010年结识，2012年11月3日在北卡罗来纳州梅克倫堡縣结婚。大女儿叫贝拉·玛丽·沃兹（Bella Marie Watts，2013年12月17日出生），小女儿叫克勒斯蒂·凯瑟琳·“茜茜”·沃兹（Celeste Cathryn "Cece" Watts，2015年7月17日）。一家人住在2013年购买的一间五居室房子里。2015年，夫妇俩宣告破产。克里斯任职于阿纳达科石油公司，珊南则是多層次傳銷公司Le-Vel的独立代表，负责销售一款名叫Thrive的产品。珊南遇害时已经怀孕15周，夫妇俩给胎中的儿子取名为尼克·李·沃兹（Niko Lee Watts）。

## 失踪
2018年8月13日，凌晨1点48分，珊南从亚利桑那州出差回来，由同事妮可·乌托夫特·阿特金森（Nickole Utoft Atkinson）载回家，当时克里斯和两个女儿在家。当天晚些时候，阿特金森发短信提醒珊南按照约定去做产检，但没有人回应，阿特金森随向警方报告珊南和两个女孩失踪。珊南错过当天公司的会议后，阿特金森于中午12点10分来到沃兹家。阿特金森按了门铃、敲了门，但没人回应。阿特金森认为克里斯在上班，于是打电话叫来了弗雷德里克消防局。下午1点40分，一名工作人员前来做健康检查.。克里斯已经在家，还和工作人员讲了一些寻找失踪家人的办法。检查期间，克里斯同意警察搜查住所，没有找到珊农和女孩们的踪迹，但找到了珊南的钱包，里面装着手机和钥匙。而珊南的车子就停在车库，还装着女孩们的婴儿车。珊南的婚戒在主人床上。
联邦调查局和科罗拉多州调查局次日联合进行调查。最初克里斯告诉警方，自己不知道妻子和女儿在那里，说自从13号凌晨5点15分出门上班起，就没见过妻子。丹佛电视台KMGH-TV和KUSA-TV前来采访，克里斯在家门外接受访问时，恳求她们回家。采访期间房子内传出侦查人员和警犬的叫声。

## 法律程序

### 逮捕和起诉
沃兹后来于2018年8月15日被问讯调查。根据问讯宣誓书，沃兹没有通过测谎仪测试后，承认自己杀害了珊南。在认罪前，沃兹将自己犯罪的经过告诉父亲。审讯中，沃兹说妻子曾跟他提出分居，但他不同意，于是她勒死两个女儿，他怒火中烧勒死了她。之后，他将遗体搬到了他工作的地方，一个偏远的储油站。
8月16日，在沃兹前东家阿纳达科石油公司的帮助下，警方找到了沃兹家人的遗体。其中他两个女儿的遗体藏在油罐里，妻子的遗体埋在附近的浅坑中。沃兹被捕当天就遭公司开除。
8月21日，沃兹被控五项一级谋杀罪，包括针对两个孩子各一项的“杀害未满12岁的孩子且被告人处于可信状态”、一项非法终止妊娠及三项糟蹋逝者遗体。首次庭审驳回保释申请。后来的听证会上，沃兹的保释金定为500万美元，若要释放要缴纳15%。9月1日，他缴纳75万美元，临时获释，等待法律诉讼。
媒体认为此案为伦常命案。由于此类案件在开学前的8月份较为多发，侦查工作可能会有所拖延。前联邦调查局罪犯側寫员坎迪丝·德隆指出，沃兹案之类的案件非常少见，一般伦常命案的凶手会在杀人后自杀，考虑到对自己杀人的行为抱有负罪感，而作出的行动。
在接受《菲尔博士》采访时，沃兹律师透露，他承认自己是在与珊南争论离婚的事情后杀了她。杀人期间，贝拉走了进来。他告诉贝拉，珊南不过是病了。杀人后，沃兹将珊南的遗体和女孩们锁进他上班用的卡车的后备箱。沃兹用放在那里的一条毯子闷死了两个女孩，当时女孩们没有坐儿童座椅。

### 认罪协议和量刑
11月6日，沃兹正式承认杀人。考虑到珊南的家人不希望再有人死，地方检察官没有提出死刑。死者家人也接受认罪的决定。11月19日，沃兹被判五项终身监禁，不得假释，其中三项刑期连续服刑，两项同时服刑，另外因非法终止珊南妊娠获48年额外刑期，因糟蹋逝者遗体获36年额外刑期。法庭撤销了他的500万美元保释金，立即将其还押。
2018年12月3日，出于“安全考虑”，沃兹被转移到州外的地点。12月5日，沃兹抵达道奇惩教所，威斯康星州沃邦的一座最高设防监狱，继续服完余下刑期。

## 媒体关注
2018年12月，ABC新闻电视新闻杂志《20/20》采访了珊南的父母弗兰克（Frank）和桑卓拉（Sandra），是两人案发后首次接受媒体访问。头条新闻电视台于同月播出特别报道节目《沃兹杀亲案揭秘》（Family Massacre: Chris Watts Exposed），首次披露了警方随身摄像头及沃兹接受警方审问的画面。科罗拉多州调查局也公布了一段审讯录像，其中沃兹的情妇妮可·凯辛格（Nichol Kessinger）表示沃兹杀人前几天行为异常。
2018年12月，美国谈话节目《菲尔博士》采访了前检察官兼电视记者南茜·格雷斯、前联邦调查局罪犯側寫员坎迪丝·德隆、执法部门顾问史蒂夫·卡迪安和肢体语言专家苏珊·康斯坦丁（Susan Constantine）四位犯罪学专家。专家分析了沃兹的动机、私生活和性格特征。2019年1月，谈话节目《The Dr. Oz Show》采访了协助案件调查的沃兹邻居。

## 改编
2020年1月26日，Lifetime电视台《新闻现场重现》（"Ripped from the Headlines"）栏目播出影片《克里斯·沃兹：杀人的认罪》（Chris Watts: Confessions of a Killer），肖恩·克莱尔扮演克里斯，阿什莉·威廉姆斯扮演珊南。然而该影片被珊南的家人公开发对，表示电视台从未咨询过他们，直到制作阶段才知道影片的存在。他们表示从未拿影片赚钱，担心这只会加剧目前所遭遇的网络骚扰。
2020年9月30日，Netflix上线纪录片《美國殺人檔案：鄰家好爸爸》，介绍沃兹案的情况。影片呈现了当事人的家庭影片、社交媒体贴文、短信和执法部门的纪录。

## 延伸阅读
- Chris Watts & Shanann Watts murder case （页面存档备份，存于） - KUSA 9NEWS Denver（英语：KUSA (TV)） at YouTube
  - . KUSA 9NEWS Denver（英语：KUSA (TV)）/YouTube. 2018-11-19  [2020-10-10]. （原始内容存档于2021-02-11）. - Testimony from the district attorney of Weld County
  - . KUSA 9NEWS Denver（英语：KUSA (TV)）. 2018-11-19  [2020-10-10]. （原始内容存档于2021-02-11）.
- . Oxygen（英语：Oxygen (TV network)）. 2019-12-11  [2020-10-10]. （原始内容存档于2020-11-07）.
- . Oxygen（英语：Oxygen (TV network)）. 2019-12-09  [2020-10-10]. （原始内容存档于2021-02-08）.
- . ABC News. 2018-12-11  [2020-10-10]. （原始内容存档于2020-11-08）.